# Валашка

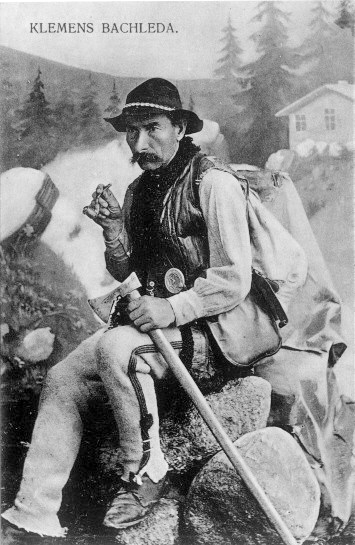
Поляк-гураль (Клеменс Бахледа) с валашкой

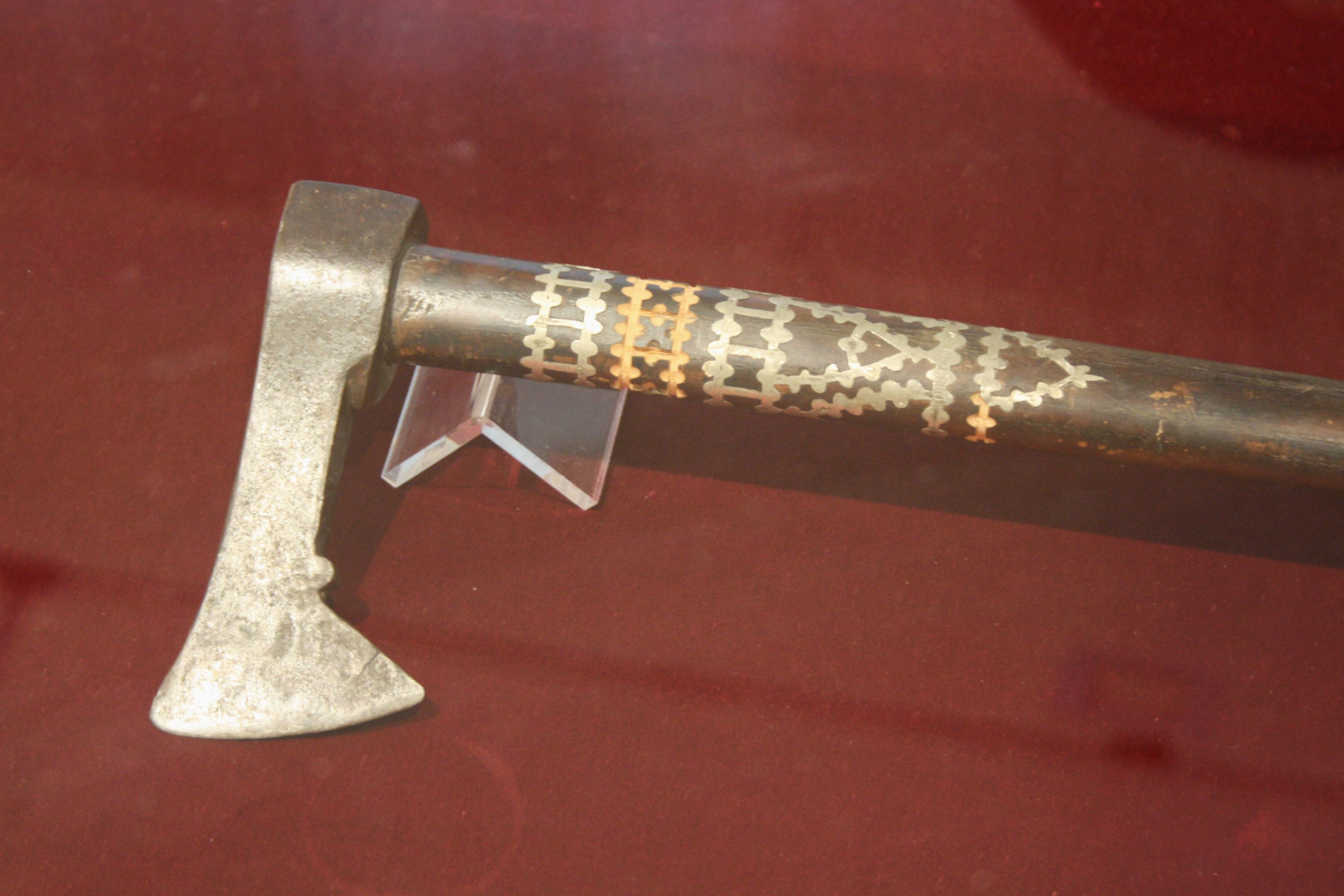
Валашка.

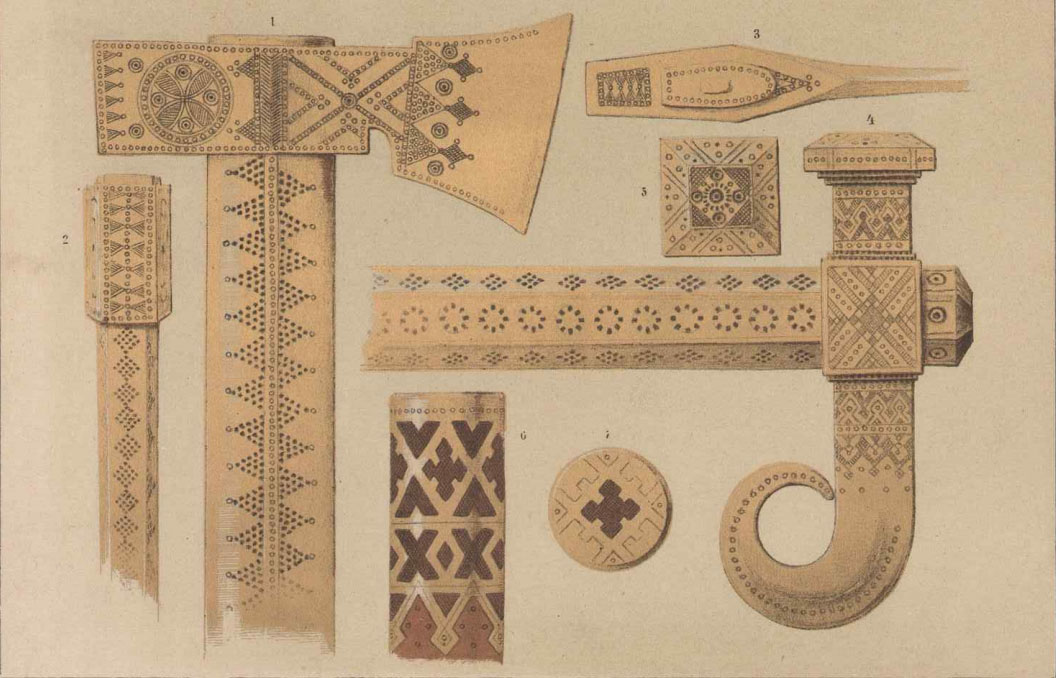
1—3 — бартка; 4, 5 — келев или обух; 6, 7 — трость Северин Обст

Валашка (словац. valaška) — традиционный топорик татрских и карпатских горцев.
Топор отличается клинообразным набалдашником без выступающего вбок обуха и с узким проухом. Тыльная сторона обуха удлинённа и образует молоток. Рукоятка обычно длинная, около метра. Это универсальное орудие, использовавшееся также в качестве посоха при передвижении в горах. Часто применялась в различных ритуалах и танцах и являлась элементом национального костюма. Служила статусным знаком полноправного женатого мужчины, хозяина. В конце XIX — начале XX веков полагалась вступившим в сельское молодёжное сообщество повзрослевшим парням. Для уменьшения опасности при применении посохов с металлическими набалдашниками в драках, танцах и тому подобное, во многих западных областях Карпат молодёжь обязывали носить деревянные топорики.

## История
Отдалённо напоминают боевые топорики на длинных рукоятках аланов, булгар, а затем и венгров раннего средневековья. В Центральную Европу этот топор попал из Валахии (отсюда и его название) в XIV—XVII веках как пастушеский атрибут. Валашка везде применялась главным образом пастухами и разбойниками (вроде Яношика) как оружие, посох и инструмент. В XVII и XVIII веках валашку используют как боевое оружие в Венгрии и в Западной Украине в войнах за независимость и народных восстаниях.
Использование валашки неоднократно запрещалось польским и австро-венгерским правительствами. Но запрет не распространялся на изделия из цветного металла. Что способствовало популярности топориков, отлитых из различных сплавов меди и серебра.
Наряду с топориком, иногда навершием служил (как и у обухов — посохов польской шляхты) келеф с согнутым кольцом клювом. Были трости и с простыми навершиями, например, шаровидными, которые использовали женщины.

## Терминология и распространение
Подобные топорики имеют горцы Западной Украины и сопредельных стран: гуцулы, бойки, лемки и русины окрестностей Хуста. Называют их по-разному — бартка, балта, топорец, а также заимствованиями от других видов оружия — келеф, келеп, чекан. У словаков это валашка, у венгров — фокош (fokos), у польских гуралей — чупага (ciupaga, а также rabanica, obuszek — обушок, cekanka), у румын — baltag.

## Фольклор
«Є у мене топір, топірец, кованая бляшка.

Не боюся я нікого — ні німця, нi ляшка!»

## В настоящее время
Сейчас валашка часто изготовляется из латуни, хромированного железа, дерева или алюминия и покрывается гравировкой и инкрустацией. Иногда головка делается из золота или серебра. Она применяется как декоративное украшение, сувенир и традиционный символ. Остаётся её применение при исполнении танцев и в качестве тростей пожилыми людьми.